# بويان رادولوفيتش
بويان رادولوفيتش مواليد 31 مارس 1992 في سوبتيتسا، صربيا والجبل الأسود، هو لاعب كرة سلة صربي. بدأ مسيرته الاحترافية في سنة 2010. يلعب كلاعب وسط. لعب مع نادي أوليمبيا لكرة السلة ونادي دومجاله لكرة السلة في الدوري السلوفيني لكرة السلة.

## روابط خارجية
- بويان رادولوفيتش على موقع كرة السلة الأوروبية.كوم (الإنجليزية)
- بويان رادولوفيتش على موقع ريلجم (الإنجليزية)
- بويان رادولوفيتش على موقع بروبوليرز (الإنجليزية)
- بويان رادولوفيتش على موقع سبورتس رفرنس (الإنجليزية)